# Dawson Turner
Dawson Turner, född 18 oktober 1775 i Yarmouth, död 20 juni 1858 i London, var en engelsk bankir och botaniker.
Turner utgav flera botaniska verk över brittiska kryptogamgrupper, däribland A Synopsis of the British Fuci (två delar, 1802), Muscologiæ hibernicæ spicilegium (1804) och Fuci (fyra delar, 258 kolorerade tavlor, 1808-19). Han invaldes 1816 som utländsk ledamot av Vetenskapsakademien i Stockholm.
Auktorsnamnet Turner kan användas för Dawson Turner i samband med ett vetenskapligt namn inom botaniken; se Wikipediaartiklar som länkar till auktorsnamnet.